# 年下のひと
『年下のひと』（とししたのひと）は、東海テレビ制作・フジテレビ系列で、1983年1月31日～4月29日に放送された昼ドラマである。

## 概要
結婚適齢期を逃したOLに突然の良縁が舞い込んできて...

## キャスト
- 棚橋滝子 - 根岸季衣
- 戸浦六宏
- 石田純一
- 鳳八千代
- 原田真紀
- 稲垣昭三
- 金内吉男
- 橋爪功
- 頭師孝雄
- 桑山正一
- 左時枝
- 山口美也子
- 田坂都

## スタッフ
- 演出:大西博彦、井村次雄、生島信
- 脚本：田村孟

## 主題歌
- 『幸せのスイッチボード』
  - 作詞：千家和也 / 作曲：荒木一郎 / 歌：和田弘とマヒナスターズ